# Бошино
Бошино — село в Карачевском районе Брянской области, в составе Бошинского сельского поселения (центр — село Юрасово). Расположено в 11 км к югу от города Карачева. Население — 442 человека (2010).
Имеется отделение почтовой связи, сельская библиотека.

## История
Упоминается с XVII века (первоначально как деревня) в составе Подгородного стана Карачевского уезда. Приход храма Казанской иконы Божьей Матери упоминается с первой половины XVIII века; в 1875 году был построен каменный храм (не сохранился). В XVIII—XIX вв. — владение Гриневых, Юрасовых, Хитрово, позднее Зыковых и других помещиков.
До 1929 года входило в Карачевский уезд (с 1861 до 1924 — административный центр Бошинской волости, с 1924 в Вельяминовской волости). В 1892 году была открыта церковно-приходская школа, в 1901 — второклассная школа.
С 1929 в Карачевском районе; до 1980-х гг. являлось центром Бошинского сельсовета.

## Население
| Годы      | 1866 | 1878 | 1887 | 1897 | 1926 | 1979 | 1989 | 2002 | 2010 |
| --------- | ---- | ---- | ---- | ---- | ---- | ---- | ---- | ---- | ---- |
| Население | 395  | 501  | 559  | 540  | 439  | 293  | 470  | 435  | 442  |